# 김상복 (1714년)
김상복(金相福, 1714년 ~ 1782년)은 조선의 문신이다. 본관은 광산(光山). 자는 중수(仲受), 호는 직하(稷下)·자연(自然), 시호는 문헌(文憲)이다.
영조 때 문과에 급제하여 영의정에 이르렀고, 정조를 지지하는 북당에 위치해 있었으나 정조 즉위 이전 영조와의 독대 자리에서 모호한 답변을 해 유배되었지만, 유배에서 풀리고, 낙향해 충청도 결성에 은거하다가 생을 마감했다.

## 생애

### 유년기
김상복은 1714년에 태어났는데, 조선 후기의 노론 명문가 광산 김씨의 후손으로, 아버지는 한성부판윤 김원택이다. 정치적으로 노론과 가까웠고, 그는 또한 훈구대신이던 좌의정 김국광의 후손이기도 했다. 어렸을 때에는 아버지에게서 학문을 배웠으며, 성균관에 진사로 급제하고, 이후 1740년, 문과에 급제했다.

### 관료 생활 초창기
1740년, 문과 급제 이후 김상복은 한림, 검열, 정언, 지평 등을 지내면서 언관으로써 맹활약을 한다. 이후 시독관을 지내며 사도세자와 영조를 교육하는 일을 맡았고, 이후 수찬, 헌납, 부교리, 지평, 사간, 부수찬을 지내며 영조의 신임을 한 몸에 받는다. 이후 수찬과 부응교와 사간, 시강관, 부사과를 지내며 노론의 핵심 언관으로 활동했다. 영조의 신임을 한 몸에 받았다.

### 당상관 시절
이후 당상관에 오르는데, 이후 영조의 입직 승지로 활동하다가 부제학과 이조참의를 지냈고, 수원부사를 한 뒤 이조참의를 거쳐 좌승지를 한다. 이 시기에 김상복은 영조의 측근으로 굉장히 홍봉한, 이천보, 한익모, 김상로, 신만 등과 가깝게 지내며 정조를 지지하는 입장에 선다.

### 재상에 오른 이후
이후에는 영조의 신임이 더욱 두터워져 재상에 올라 순탄한 관직 생활을 하며 대사헌과 예조참판, 경기도관찰사를 한다.

### 판서 시절
판서급에 오른 직후에는, 이조판서와 약방제조, 호조판서, 홍문관제학과 예문관제학, 예조판서를 거치며 노론의 핵심 인물로 활약했으며, 김상로, 홍봉한, 신만, 김치인, 정존겸, 홍인한, 한익모, 김상철, 신회, 김양택 등과 정조를 지지하는 입장에 서서 맹활약한다. 탕평책을 배제한 김귀주와 등을 돌려 영조의 탕평책을 지지하는 영조의 노론 측근이 된다.

### 정승 시절
우의정과 좌의정을 거치며, 김상복은 영조의 신임을 얻어, 노론이면서도, 홍봉한, 김치인, 한익모, 정존겸, 김상철, 신회, 이사관 등과 영조의 탕평책을 지지하게 된다. 좌의정을 두 번 지냈다.

### 영의정 시절
영의정에 오른 직후, 김상복은 영조 말기의 혼돈스럽던 국정 상황을 지키며 영조의 정책을 잘 보좌했으며, 세손을 지지하는 입장에 선다. 당시 영의정을 다섯 번이나 지냈다. 그러나 1775년 당시 세손의 편을 들지 않고, 모호한 답변을 해 정조가 왕위에 오른 직후 유배된다.

### 생애 후반
김상복은 생애 후반에, 관직에서 잘려 유배되지만, 이듬해 유배에서 풀려 충청도 결성에 은거하며 학문에 전진하다 1782년, 세상을 떠났다.

### 사후
한참 뒤, 정조는 1800년 김상복의 신원을 풀어주고 문헌공으로 시호를 내렸다.

## 가계
- 아버지 : 김원택(金元澤) - 한성부 판윤
- 어머니 : 청송 심씨 - 한성부 우윤 심정보(沈廷輔)의 딸, 효종의 부마 청평도위 심익현(靑平都尉 沈翼顯)의 손녀